# Actaecia thomsoni
Actaecia thomsoni là một loài chân đều trong họ Actaeciidae. Loài này được Green miêu tả khoa học năm 1966.